# Bradley Fold
Bradley Fold – wieś w Anglii, w hrabstwie ceremonialnym Wielki Manchester, w dystrykcie metropolitalnym Bury. Leży 15 km na północny zachód od centrum miasta Manchester.